# ISO 3166-2:GN
Kódy ISO 3166-2 pro Guineu identifikují 33 prefektur, 7 administrativních regionů a 1 město (stav v roce 2015). První část (GN) je mezinárodní kód pro Guineu, druhá část sestává z dvou písmen identifikujících prefekturu nebo jednoho písmene v případě administrativní regiony a guvernorát.

## Seznam kódů

### Administrativní regiony a guvernorát
```
GN-B Boké 
GN-F Faranah 
GN-K Kankan 
GN-D Kindia 
GN-L Labé 
GN-M Mamou 
GN-M Nzérékoré
GN-C guvernorát 
Conakry
```

### Prefektury
```
GN-BE Beyla
GN-BF Boffa
GN-BK Boké
GN-CO Coyah
GN-DB Dabola
GN-DI Dinguiraye
GN-DL Dalaba
GN-DU Dubréka
GN-FA Faranah
GN-FO Forécariah
GN-FR Fria
GN-GA Gaoual
GN-GU Guékédou
GN-KA Kankan
GN-KB Koubia
GN-KD Kindia
GN-KE Kérouané
GN-KN Koundara
GN-KO Kouroussa
GN-KS Kissidougou
GN-LA Labé
GN-LE Lélouma
GN-LO Lola
GN-MC Macenta
GN-MD Mandiana
GN-ML Mali
GN-MM Mamou
GN-NZ Nzérékoré
GN-PI Pita
GN-SI Siguiri
GN-TE Télimélé
GN-TO Tougué
GN-YO Yomou
```